# Jezioro Chude (gmina Kościerzyna)
Jezioro Chude – jezioro w woj. pomorskim, w pow. kościerskim, w gminie Kościerzyna. 

## Charakterystyka
Jest to śródleśne jezioro wytopiskowe, położone na północno-wschodnim krańcu mezoregionu Bory Tucholskie, na południe od Rotembarku.
Powierzchnia zwierciadła wody według różnych źródeł wynosi od 3,4 ha do 3,74 ha.